# Енцо Вогрінчич
Енцо Вогрінчич Ролдан (ісп. Enzo Vogrincic Roldán) — уругвайський актор, найбільш відомий за роллю Нуми Туркатті з фільму «Снігова спільнота».

## Раннє життя
Вогрінчич народився 22 березня 1993 року в Касавалле — одному з районів Монтевідео. За походженням — словенець. Його батько, Гільєрмо, колишній професійний футболіст, грав за «Монтевідео Вондерерз». 2013 року, у віці 20 років, Енцо вступив до багатопрофільної школи драматичного мистецтва Маргарити Ксіргу в Монтевідео.

## Кар'єра
Свою акторську кар'єру Вогрінчич в основному розвивав у театрі. У 2018 році він грав епізодичну роль у фільмі «Дванадцятирічна ніч» і з того часу знімався в кіно. У 2021 році він знявся у фільмі «9», де грав професійного футболіста, натхненного Луїсом Суаресом. Фільм був нагороджений за найкращий міжнародний фільм на 8-й церемонії вручення Британських національних кінопремій.
Крім того, Вогрінчич знявся в телесеріалах Prime Video «Йосі, жалкий шпигун» і «Порно і морозиво». У 2023 році здобув популярність завдяки ролі в трилері про виживання «Снігова спільнота», в основі сценарію якого лежить реальна катастрофа рейса 571 ВПС Уругваю, який розбився в Андах у 1972 році. Тоді було оголошено, що він зіграє Нуму Туркатті, останнього загиблого пасажира, і що він буде оповідачем у фільмі.

## Фільмографія

### Фільми
| РІк  | Назва               | Роль              | Режисер(и)                          |
| ---- | ------------------- | ----------------- | ----------------------------------- |
| 2018 | Дванадцятирічна ніч | Офіцер поліції    | Альваро Брехнер                     |
| 2021 | 9                   | Християнські арії | Мартін Барренечеа та Ніколас Бранка |
| 2023 | Снігова спільнота   | Нума Туркатті     | Х. А. Байона                        |

### Серіали
| Рік  | Назва               | Роль   | Примітки            |
| ---- | ------------------- | ------ | ------------------- |
| 2022 | Порно і морозиво    | Франко | Епізод: «La Fiesta» |
| 2022 | Йосі, жалкий шпигун | Рівера | 8 серій             |

## Нагороди та номінації
| РІк  | Нагорода          | Категорія                | Робота            | Результат | Прим.  |
| ---- | ----------------- | ------------------------ | ----------------- | --------- | ------ |
| 2024 | Astra Film Awards | Кращий міжнародний актор | Снігова спільнота | Номінація | [ 17 ] |